# Semljicola caliginosus
Semljicola caliginosus là một loài nhện trong họ Linyphiidae.
Loài này thuộc chi Semljicola. Semljicola caliginosus được miêu tả năm 1910 bởi Falconer.